# Tulipánfa
A tulipánfa (Liriodendron) a liliomfafélék (Magnoliaceae) családjának mindössze két fajt tartalmazó nemzetsége. Az egyik az Észak-Amerikában őshonos amerikai tulipánfa (L. tulipifera), a másik az Ázsiában honos kínai tulipánfa (L. chinensis). Mindkét faj értékes haszon- és díszfa.

## Jellemzők
Amerikai tulipánfa (Liriodendron tulipifera) - 15-30 méteres, keskeny koronájú, hosszú ideig élő nagy fa. Neve líra alakú leveleire, és tulipánszerű virágaira utal. Virágai hat szirmúak, kívül zöldessárgák, belül aranysárga színűek, feltűnőek és szépek, de a levelek miatt majdnem láthatatlanok. Termése hegyes szárnyú aszmagokból áll aszmagcsokor, ami érés után apró darabokban hullik a földre.
Nagy, harangforma, a tulipánéhoz hasonló virágai három visszahajló csészelevélből és hat felfelé álló sziromból állnak, ez utóbbiak tövében egy-egy nektárt kiválasztó szerv (nektárium) ül. A szirmok száma tehát kötött, ellentétben a liliomfafélék legtöbb fajával, amelyek esetén ez a szám általában nem meghatározott, változó. A porzók és termők száma sok, és a termők felső állásúak. A megnyúlt virágtengelyen spirálisan, tobozformán csoportosulva helyezkednek el a elfásodott repítőszárnyas, fel nem nyíló aszmagtermések. A nóduszoknál gyűrűszerű ripacs fut körbe.

## Életmódja, termőhelye
Hazája Észak-Amerika. Érdekes alakú, ősszel mélysárgára vagy dohánybarnára színeződő leveleivel nálunk is kedvelt díszfa. A nyirkosabb talajokat kedveli, de átlagos kerti viszonyok között is jól fejlődik.

## Szaporítása
Magvetés tavasszal, hidegágyba. Magját rétegezni kell. Egyenetlenül, sokszor csak a második évben kel. Csak az idős fák hoznak csíraképes magot, de ezek csíraképessége sem haladja meg a 20%-ot.

## Rendszerezés
A nemzetségbe az alábbi 2 faj tartozik:
- kínai tulipánfa (Liriodendron chinensis) (Hemsl.) Sarg.
- amerikai tulipánfa (Liriodendron tulipifera) L.